# Otostigmus spinicaudus
Otostigmus spinicaudus är en mångfotingart som först beskrevs av Newport 1844.  Otostigmus spinicaudus ingår i släktet Otostigmus och familjen Scolopendridae.

## Underarter
Arten delas in i följande underarter:
- O. s. latispinus
- O. s. spinicaudus
- O. s. ghiblanus